# Pierre Gringore (drammaturgo)
Pierre Gringore (Thury Harcourt, 1475 – Lorena, 1538) è stato un poeta e drammaturgo francese.

## Biografia

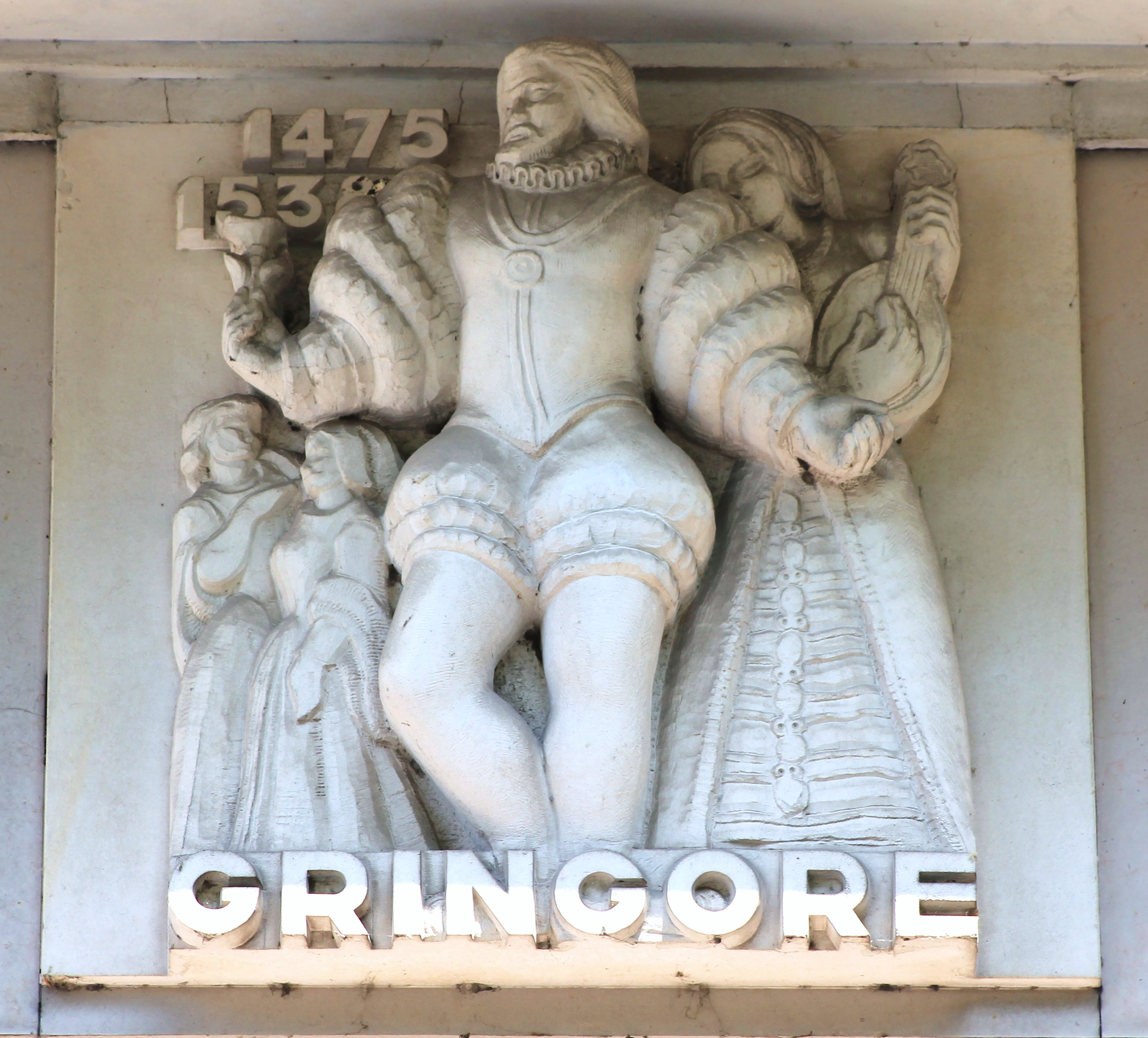
Bassorilievo a Caen (Calvados) dedicato a Gringore.

Si hanno pochissime informazioni sulla sua educazione e sui primi venticinque anni di vita.
Nel 1501 organizzò, assieme al carpentiere Jehan Marchand, spettacoli pubblici nelle piazze parigine.
Dopo poco tempo si unì alla confraternita degli Enfants sans souci, collaborando alla stesura di numerosi scritti, sotties e farces, spettacoli allegorici satirici, tra i quali Le jeu du prince des sots (1512) ritenuto un capolavoro del genere.
La sua attività letteraria comprese anche opere edificanti (Heures de Notre-Dame), moraleggianti (La chasse du cerf des cerfs,Le Château de Labour 1499, Le Château d'Amours 1500, Les Notables enseignements et proverbes par quatrains 1527, Les Dits et autorités des sages philosophes), satiriche (Les Folles entreprises 1502, Les Abus du monde 1504, Les Feintises du monde qui règne 1532), pamphlet politici (La Complainte des Milannoys 1500, L'Entreprise de Venise 1509, L'Espoir de paix 1510, polemico nei confronti del papa Giulio II), lavori teatrali (Le Jeu du Prince des sots et de Mère Sotte 1512, prima commedia a sfondo politico che incoraggia alla lotta contro l'Inghilterra, L'Homme obstiné, Faire, et Dire, Les Fantaisies de Mère Sotte 1516, Les Menus propos de Mère Sotte 1521, Le Testament de Lucifer 1521, Le Mystère de saint Louis 1541, Le Blason des hérétiques 1524, Les Heures de Nostre-Dame 1525, Les Chants royaulx, basata sui miracoli compiuti da Gesù 1527, la Paraphrase des sept très-précieux et notables Psaumes 1541), e il primo scritto drammatico incentrato su un argomento a carattere nazionale (La vie de Monseigneur sanit Louis).
Dopo la morte di Luigi XII, dall'autore difeso strenuamente nei suoi dissidi con il papa Giulio II, e l'ascesa al trono di Francesco I, l'atmosfera di corte nei confronti della satira mutò repentinamente, e Gringore abbandonò Parigi per trasferirsi in Lorena.

## Posterità

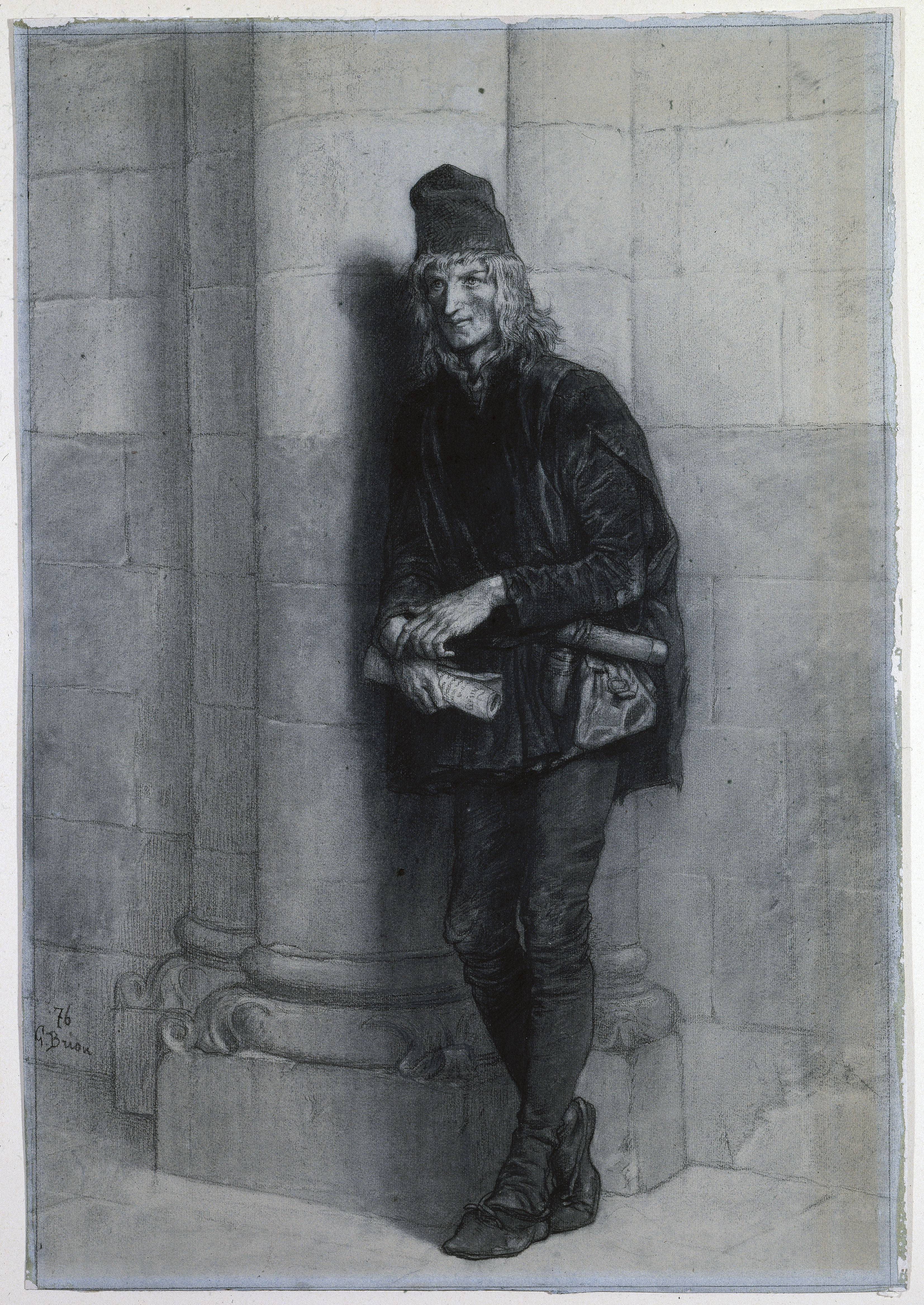
Pierre Gringoire, illustrazione di Gustave Brion

A Pierre Gringore si ispirò Victor Hugo per il quasi omonimo Pierre Gringoire, personaggio di Notre-Dame de Paris (1831). Il personaggio del romanzo è comunque solo vagamente ispirato al Gringore storico.
A Nancy, Lorena, è intitolata alla sua memoria una strada, dove si trova anche un suo busto odierno.

## Elenco parziale opere
- La Sottie;
- Le Blason des hérétiques (1524);
- L'Adresse, et chasteau de labeur;
- L'Espoir de paix;
- La Complainte de trop tard marié;
- Le Chasteau d'Amours, poema (1500);
- Le Chasteau de Labour, poema (1499);
- Folles entreprises, poema (1505);
- La Chasse du cerf des cerfs, poema (1510);
- Le Jeu du prince des sotz et mère Sotte (1512);
- Les Abus du monde (1504);
- Les Fantaisies de Mère Sotte (1516);
- Les Menus Propos;
- Lettres nouvelles de Milan;
- Mystère de Monseigneur saint Loys.

## Edizioni moderne
- Œuvres complètes de Gringore, Ed. Charles d'Héricault, Anatole de Montaiglon, Parigi, P. Jannet, 1858-1877, ristamp. Nendeln, Kraus, 1972.
- Le Jeu du prince des sotz et de mère sotte, Ed. A. Hindley, Parigi, Champion ; Ginevra, Slatkine, 2000, ISBN 2745304755.